# 來力紅
來力紅 (拼音：láilìhóng)は、明後期の建州女直。建州右衛都指揮使・王杲の部曲とされる。

## 略歴
建州右衛都指揮使・王杲の部族中では曹阿骨と並ぶ「慄桀」で、万暦初頭までは互市で貂皮や人参、松板を鬻ぎ、対明交易を通じて巨利を得ていたとされる。大名行列さながらに車や馬を随わせるほどの権勢ぶり (結轂連騎，炫熿於道) で、汪道昆 (後の兵部左侍郎) が辺境部の巡撫に赴くたびその話題にのぼったほどであったという。

### 裴承祖斬殺事件
万暦2年1574に撫順遊撃の裴承祖が備禦使に就任すると、同年旧暦7月、王杲所領の柰兒禿ら四人が明の辺塞に亡命した。二年前の隆慶6年1572旧暦9月末以来、明側と王杲との間で盟約が締結され、王杲側は明の辺塞を犯さず、明側は王杲所領の投降者を受け容れずという取り決めになっていたことから、來力紅は撫順関へ赴き、柰兒禿らの引き渡しを求めた。ところが新任備禦使の裴承祖が來力紅の要求に応じず、引き渡しを拒んだ為、來力紅は明側が盟約を反故にしたことへの報復として核桃山臺に30餘騎を放ち、夜闇に紛れてこれを襲撃させ、警固兵の尤清ら五人を拉致した。
この時拉致された尤清は、建州女直が撫順関の馬市に曳いて来る馬が明側の基準に符合しているかを検める「験馬」の任を、裴承祖の下で負っていた。女直の産する馬は実際のところ規格外の馬が多かったが、女直羈縻の目的から、それまでの備禦使は良馬の値段で規格外の馬を買い取っていた。ところが尤清は、王杲らを欺いて袖の下を取る一方で、規格外の馬は容赦無く突き返した。これが建州女直の恨みを買った。來力紅を「撫夷」とみくだす裴承祖は、速やかに五人を返還するよう來力紅に求めたが、固より來力紅が裴承祖の要求に従うはずはなかった。
丁どその頃、王杲は馬500匹と方物 (土地の産物) をもって入貢するため、撫順関を入って伝舎 (入貢者用の宿) に宿泊していた。裴承祖はそれを知って、王杲はよもや貢物を置き去りにしてまで備禦使に楯をつきに引き返しはすまいと揣摩し、朝廷の判断を仰ぐこともせずに同月19日、來力紅の不順を理由に王杲留守を狙って出兵した。しかし、300餘騎を率いる裴承祖は、撫順関外に40餘里約23km隔てた來力紅の塞に侵攻したものの、來力紅の部族に取り囲まれ、そのまま対峙が続いた。さらに裴承祖の目算はみごとにはずれ、王杲が來力紅と喬郎不詳を伴いかけつけた。裴承祖に「入謁」した來力紅らは跪いて額づき、礼は崩さず態度こそ恭しいものの、そこに脅威を感じ取った裴承祖は、周りをとりまく群衆に武力を行使した。多くが捕らえられ、首を刎ねられた一方、裴承祖側も二人が殺害され、十人が負傷するなど、双方に損害が出た。
王杲は子・王太ら三人を伴って撫順関を訪い、経緯を告げた上で媾和を求めた。そこで初めて裴承祖らの危機を知った撫順所千戸の王勲と裴承祖の蒼頭軍 (私兵) は、入貢していた建州女直39人を捕らえて投獄し、さらに把総の劉承奕が來力紅の塞を指して出兵した。しかし事件発生から三日後の同月21日、劉承奕および百戸の劉仲文はまんまと捕らえられた末に、裴承祖もろとも來力紅の手にかかって斬殺され、このほか兵卒200餘名が拉致された。劉承奕と劉仲文は「首ト足ト處ヲ異ニシ」 (バラバラ遺体となり)、裴承祖は「腹剖キ心視ユル」(心臓を抉られた) 状態でみつかった。裴承祖の心臓を抉ったのは王杲の子・王太であったという。
その後、臺御史の張學顏がハダ国主・王台ワンに來力紅らの捕縛を要請したが、王杲は逃げ果せ、來力紅についてその後の記載はない。

## 脚註

### 典拠
1. 1 2  “東三邊2 (來力紅列傳)”. 萬曆武功錄. 11. 國學文庫第20編. pp. 73-74
2. ↑  “建州女直攷”. 東夷考畧. 燕京大学図書館蔵
3. ↑  “邊防 (撫順所城堡墩臺障塞操守)”. 全遼志. 2. 国立公文書館蔵. p. 62
4. 1 2 3 4  “東三邊2 (王杲列傳)”. 萬曆武功錄. 11. 國學文庫第20編. pp. 56-67

### 註釈
1. ↑  満洲語の綴り、日本語のよみ、いづれも不詳。ここでは参考までに拼音のみ記載する。
2. ↑  出典は『戰國策』巻3の「秦1-蘇秦始將連橫」より「當秦之隆，黃金萬溢爲用，轉轂連騎，炫熿於道」で、「轉轂連騎」は車や馬が連なって随う意。「炫熿於道」はそれが非常に目を魅くこと。
3. ↑  穆宗隆慶帝は隆慶6年旧暦5月に崩御し、継いで神帝萬曆帝が践祚しているが、先帝崩御の年は改元しないという定めになっていた為、この時点で年号はまだ隆慶のまま。
4. ↑  撫順千戸所は撫順本城と會安堡の二拠点あり、本城所属の墩臺に「核桃山墩」がある。[3]ここでは『萬曆武功錄』に従い「墩」を採らず「臺」とした。なお、墩と臺は、どちらも辺境警備のための楼台のこと。
5. ↑  『萬曆武功錄』巻11「王杲列傳」では「夜不收」(夜を徹して警固する衛兵)、同巻「來力紅列傳」では「樵軍」(樵は恐らく譙の通用字で、譙は物見櫓の意)、『清史稿』巻222「列傳9-王杲」では「行夜者」(夜廻り)。
6. ↑  「撫」は労わる意。「撫夷」は、「(明朝が) 皇帝の御慈悲で生活を保障してやっている夷人 (=女直)」の意。
7. ↑  『萬曆武功錄』巻11「王台列傳」では「裨將劉承奕」、同巻「來力紅列傳」では「千總劉承奕」としている。ここでは同巻「王杲列傳」(および『東夷考畧』) の「把總劉承奕」に従った。また、「來力紅列傳」では「承祖承奕擁兵追之」とあり、両者連れ立って出兵したとも読めるが、これも「王杲列傳」に従った。
8. ↑  給諫の蔡汝賢は「張學顏」について「膽に餘り有りて智足らず」(肝玉だけで頭は足らない) と評したという。
9. ↑  『萬曆武功錄』巻11「王台列傳」では「虜軍士二百餘人」(捕虜となった)、同巻「王杲列傳」では「將三百餘騎詣來力紅塞……諸夷亦殺我兵二人射十餘人殺傷大相當」、同巻「來力紅列傳」では「軍士二百餘人客死來力紅寨」(來力紅の塞で死んだ) としている。ここでは「王台列傳」および「王杲列傳」に従った。
10. ↑  『明實錄』には「來留住」なる人物がみえ、隆慶5年から万暦12年にかけて朝貢していたが、同一人物かは不明。「來力紅」という名は『明實錄』にはみえない。

## 文献
- 李輔『全遼志』嘉靖45年1566 (漢) ＊遼海叢書版
- 瞿九思『萬曆武功錄』万暦40年1612 (漢) ＊國學文庫版
- 茅瑞徵『東夷考畧』天啓1年1621 (漢) ＊燕京図書館 (ハーバード大学) 所蔵版
- 趙爾巽『清史稿』清史館, 民国17年1928 (漢) ＊中華書局版